# Конрад VI фон Дипхолц
Конрад VI фон Дипхолц (на немски: Konrad VI (IV) von Diepholz; * ок. 1325/пр. 1328; † 14 февруари 1379) е господар на Дипхолц.
Той е син на господар Рудолф III фон Дипхолц (* ок. 1300; † сл. 1350) и съпругата му Юта фон Олденбург-Делменхорст († сл. 1331), дъщеря на Ото II фон Олденбург-Делменхорст († 1304) и Ода фон Шваленберг-Щернберг († 1291), дъщеря на граф Хайнрих I фон Щернберг. Внук е на Конрад I фон Дипхолц († сл. 1302) и Хедвиг фон Ритберг († сл. 1348).
Братята му са Рудолф († 1390, домхер в Оснабрюк и Ферден) и Готшалк († сл. 1374, домхер в Кьолн). Сестра му Аделхайд († сл. 1347) е абатиса в Дрюбек през 1342 г., а сестра му Мехтилд (+ 1387) е монахиня във Фишбек.

## Фамилия
Конрад VI се жени ок. 1325 г. за Мехтилд фон Холщайн († 1340), дъщеря на граф Адолф VI фон Холщайн-Шауенбург-Пинеберг († 1315) и принцеса Хелена фон Саксония-Лауенбург († сл. 1332), дъщеря на херцог Йохан I от Саксония-Лауенбург († 1285) и Ингеборг Шведска († 1302). Те имат четири деца:
- Рудолф († сл. 1368)
- Конрад († сл. 1379)
- Хайнрих († сл. 1379), майор в Оснабрюк
- Ото († сл. 1371), домхер в Кьолн (1350 – 1371)

Конрад VI се жени втори път на 7 май 1342 г. за графиня Армгард фон Валдек († ок. 1370), дъщеря на граф Хайнрих IV фон Валдек († 1344) и Аделхайд фон Клеве († сл. 1337). Те имат пет деца:
- Йохан II фон Дипхолц († 20 ноември 1422), женен за графиня Кунигунда фон Олденбург
- Лудвиг († 1367), домхер в Кьолн (1350 – 1371)
- Анна († пр. 1390), омъжена пр. 1390 г. за граф Ерик I фон Хоя († 1426/1427)
- Аделхайд (Агнес) († сл. 1383), омъжена за граф Ото III фон Хоя († 1428)
- Агнес († сл. 1386), абатиса в Убервасер в Мюнстер (1370 – 1386)

Конрад VI се жени трети път през 1374 г. за Гхезе († сл. 1406) и има един син:
- Герд (* пр. 1378; † сл. 1436), женен за София Грапелинг († сл. 1428)